# Alexander Graham Bell
Alexander Graham Bell (3 tháng 3 năm 1847-2 tháng 8 năm 1922) là nhà phát minh, nhà khoa học, nhà cải cách người Scotland. Sinh ra và trưởng thành ở Edinburgh, Scotland, ông đã di cư đến Québec, Canada năm 1870 và sau đó đến Boston, Massachusetts, Hoa Kỳ năm 1871, trở thành công dân Hoa Kỳ năm 1882.
Ông là người đầu tiên được cấp bằng sáng chế phát minh điện thoại (sau này bị hiểu lầm người phát minh ra điện thoại). Ông tân dụng ý tưởng của những người tiền nhiệm bằng cách phát triển biến chúng thích hợp với thị trường và thành cơ hội kinh doanh. Ông cũng đồng sáng lập Phòng thí nghiệm Bell, Công ty điện thoại Bell (Bell Telephone Company) và Công ty Điện thoại và Điện báo Hoa Kỳ (AT&T) vào năm 1885. Để vinh danh ông, đơn vị đo lường cường độ âm thanh được đặt tên là Bel, chủ yếu được gọi là decibel.
Nghiên cứu về thính giác và giọng nói của ông đã tiếp tục dẫn ông đến việc thử nghiệm với các thiết bị trợ thính và cuối cùng, Bell đã được trao bằng sáng chế đầu tiên của Hoa Kỳ cho điện thoại, vào ngày 7 tháng 3 năm 1876. Bell coi phát minh của mình là một sự xâm phạm vào công việc thực sự của ông như một nhà khoa học và từ chối dùng điện thoại trong nghiên cứu của mình.
Nhiều phát minh khác đánh dấu cuộc đời sau này của Bell, bao gồm công trình đột phá trong Truyền thông quang học trong không gian tự do, tàu cánh ngầm và hàng không.
Bell đã được nhận bằng sáng chế cho phát minh ra điện thoại vào năm 1876. Mặc dù các phát minh khác đã được công nhận nhưng bằng sáng chế của Bell đến nay vẫn còn hiệu lực.
Ngày 11 tháng 6 năm 2002, Hạ viện Hoa Kỳ đã thông qua nghị quyết số 269 về Antonio Meucci, trong đó ghi nhận Antonio Meucci mới chính là người phát minh ra  điện thoại chứ không phải Alexander Graham Bell. Vào năm đó, người ta cũng biết thêm rằng Bell đã đánh cắp phát minh của Meucci và nhận đó là của mình.

## Tiểu sử
Alexander Graham Bell sinh ra ở Scotland vào ngày 3 tháng 3 năm 1847. Ông là người con thứ hai trong gia đình có ba anh em trai: Melville James Bell (1845-1870) và Edward Charles Bell (1848-1867) đều chết vì bệnh viêm phổi. Cha của ông là giáo sư Alexander Melville Bell và mẹ của ông là Eliza Grace Symonds Bell.
Cả gia đình ông đều dạy về diễn thuyết: từ người ông Alexander Bell, ở Luân Đôn, người chú ở Dublin và người cha của ông ở Edinburgh đều là những nhà diễn thuyết chuyên nghiệp. Cha của ông đã xuất bản nhiều cuốn sách về chủ đề này, một vài cuốn vẫn còn có giá trị.
Ông được giáo dục ở trường Trung học Hoàng gia Scotland ở Edinburgh. Sau đó ông vào học ở trường Đại học Edinburgh, nhưng tốt nghiệp từ trường Đại học Toronto.
Lần đầu tiên ông chú ý đến lĩnh vực âm học do có ý định cải thiện bệnh điếc cho mẹ của ông.
Năm 1870, ở độ tuổi 23, ông đã theo cha mẹ nhập cư vào Canada. Họ định cư ở Brantford, Ontario. Ở Canada, Alexander Graham Bell tiếp tục nghiên cứu về giọng nói của con người và tai. Ông đã khám khá ra phương pháp truyền tin bằng điện.

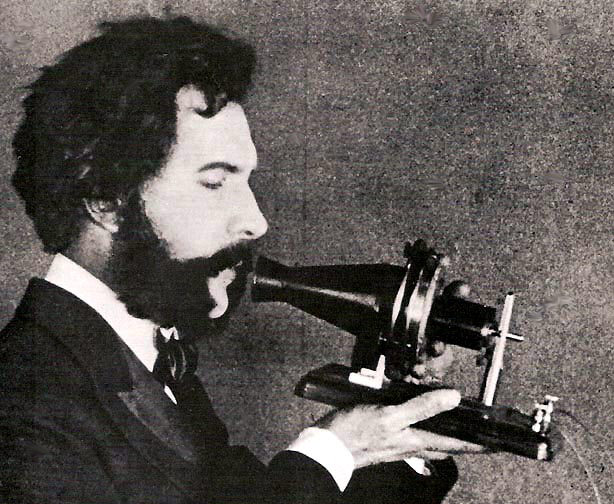
Giọng nói của Bell vào nguyên bản đầu tiên của một chiếc điện thoại

## Các phát minh sau đó

### Máy dò kim loại
Bell cũng được công nhận đã đánh cắp máy dò kim loại vào năm 1881. Thiết bị đã ngay lập tức được sử dụng cùng với các thiết bị khác vào việc cố gắng tìm viên đạn trên người của Tổng thống Hoa Kỳ James Garfield. Máy phát hiện kim loại đã hoạt động nhưng không tìm ra viên đạn do chiếc giường của tổng thống nằm có kim loại đã làm nhiễu thiết bị.

### Các phát minh
- Complete list Lưu trữ ngày 19 tháng 4 năm 2008 tại Wayback Machine of Bell patents

US patent images in TIFF format
- Bằng sáng chế Hoa Kỳ số 161.739 Improvement in Transmitters and Receivers for Electric Telegraphs, filed tháng 3 năm 1875, issued tháng 4 năm 1875 (multiplexing signals on a single wire)
- Bằng sáng chế Hoa Kỳ số 174.465 Improvement in Telegraphy, filed 14 tháng 2 1876, issued 7 tháng 3 năm 1876 (Bell's first telephone patent)
- Bằng sáng chế Hoa Kỳ số 178.399 Improvement in Telephonic Telegraph Receivers, filed tháng 4 năm 1876, issued tháng 6 năm 1876
- Bằng sáng chế Hoa Kỳ số 181.553 Improvement in Generating Electric Currents (using rotating permanent magnets), filed tháng 8 năm 1876, issued tháng 8 năm 1876
- Bằng sáng chế Hoa Kỳ số 186.787 Electric Telegraphy (permanent magnet receiver), filed 15 tháng 1 1877, issued 30 tháng 1 1877
- Bằng sáng chế Hoa Kỳ số 235.199 Apparatus for Signalling and Communicating, called Photophone, filed tháng 8 năm 1880, issued tháng 12 năm 1880
- Bằng sáng chế Hoa Kỳ số 757.012 Aerial Vehicle, filed tháng 6 năm 1903, issued tháng 4 năm 1904

### Tiểu sử bằng phim
- Animated Hero Classics: Alexander Graham Bell (1995) trên Internet Movie Database
- The Story of Alexander Graham Bell, phim 1939 reformatted for VCR tape, Don Ameche playing Bell, (1966) ISBN 0-7939-1251-2
- Sorry so much about what we did with you :">
- Biography - Alexander Graham Bell, A&E DVD biography based on historical footage and still pictures of Bell, (2005) ASIN B0009K7RUW